# Dimmu Borgir
Dimmu Borgir es una banda noruega de black metal sinfónico, fundada en 1993 por Ian Kenneth Åkesson (Tjodalv), Stian Thoresen (Shagrath) y Sven Atle Kopperud (Silenoz) en la ciudad de Oslo. Estos dos últimos han sido los únicos miembros estables desde entonces. El nombre "Dimmu Borgir" proviene de dimmuborgir, que significa "Ciudades Oscuras" en islandés, también es un conjunto de cuevas formadas por la lava en Islandia que según los noruegos son la entrada al averno infernal.
Desde su debut en 1994, la banda ha recibido tres premios Spellemann (conocidos como el Grammy noruego): en 2001 por Puritanical Euphoric Misanthropia, en 2003 por Death Cult Armageddon y en 2007 por el videoclip de «The Serpentine Offering»; también han participado en festivales como el Inferno Festival, Ozzfest, Download Festival, Dynamo Open Air y el Wacken Open Air.
Su octavo álbum de estudio, In Sorte Diaboli se convirtió en el primer álbum de black metal en ser número 1 en una lista de álbumes al conseguirlo en Noruega. También ingresó en el Billboard 200 llegando al puesto 43, la posición más alta de un grupo noruego desde a-ha. Su siguiente álbum, Abrahadabra, alcanzó el puesto 42 en Estados Unidos.
En agosto de 2009 la formación más exitosa de la banda sufrió serios cambios: el bajista y vocalista ICS Vortex y el teclista Mustis fueron expulsados debido a que este último reclamó la autoría de gran parte de la música escrita desde 1999.
En la actualidad la banda está formada por Shagrath (vocalista), Silenoz (guitarrista) y por los miembros de sesión Daray (batería), Cyrus (bajo) y Gerlioz (Teclados).
Su último trabajo Eonian fue lanzado el 4 de mayo de 2018
El 18 de agosto de 2024 el guitarrista Thomas Rune Andersen (Galder) anuncia en su red social la salida del grupo después de 25 años para volver a trabajar en el grupo Old Man's Child y así poder terminar lo que será su próximo material discográfico.
El 27 de junio de 2025 Dimmu Borgir tocó en vivo por primera vez con el nuevo guitarrista Kjell Åge Karlsen (Damage) en el Tons of Rock Fest.

## Biografía

### 1993-1999
El grupo fue formado en 1993 por el multinstrumentista Stian "Shagrath" Thoresen, el guitarrista Sven "Silenoz" Atle Kopperud, el bajista Brynjard Tristan, el guitarrista Kenneth "Tjodalv" Åkesson y el teclista Stian Aarstad. Un año más tarde, después de lanzar tres demos, la discográfica Necromantic Gallery Productions publicó el debut de la banda; el EP Inn I Evighetens Mørke, limitado a 1000 copias. Poco después, la banda firmó con No Colours Records, a través de la cual fue publicado su primer álbum de estudio, For All Tid, en el año 1995.
Un año más tarde, en 1996, lanzaron al mercado su segundo álbum de estudio, Stormblåst. Antes de su grabación, Shagrath asumió el papel de guitarrista y Tjodalv el de batería. Ese año también fue publicado el EP Devil's Path. Poco después, Tristan fue expulsado del grupo y fue reemplazado por Nagash. La ausencia de Aarstad causada por la realización del servicio militar, hizo que Shagrath se encargara del teclado en el EP.
En 1997 la banda fue contratada por el sello alemán Nuclear Blast. El 20 de mayo de ese mismo año fue publicado Enthrone Darkness Triumphant. Poco tiempo después, Stian Aarstad abandonó la banda. El 18 de julio de 1998 editaron su siguiente álbum, Godless Savage Garden; que incluye dos temas nuevos, dos grabaciones de For All Tid, una versión de Accept y tres canciones en vivo. Shagrath pasó entonces a encargarse de las voces y el papel de guitarrista fue realizado por el australiano Astennu.

### 1999-2003
En 1999 fue publicado su cuarto álbum de estudio, Spiritual Black Dimensions, donde la música estaba aún más dominada por los teclados. La gran novedad fue la inclusión en algunas canciones de la voz limpia de ICS Vortex, conocido por su trabajo en Borknagar y Arcturus. También se unió a la banda un nuevo teclista, llamado Mustis.
Después de la publicación del álbum la banda actuó en numerosos e importantes festivales musicales, incluyendo el Dynamo Festival. En el año 2000, el álbum fue nominado al premio Spellemann en la categoría de mejor álbum de hard-rock. En 2001 la banda publicó su quinto álbum de larga duración, Puritanical Euphoric Misanthropia y que cuenta con el apoyo de la Orquesta sinfónica de Gotemburgo. El álbum fue grabado y mezclado en los estudios Friedman. Mientras tanto, en el grupo se habían producido importantes cambios de formación: Astennu, Nagash y Tjodalv se habían marchado. Dimmu Borgir declaró lo siguiente, con motivo de la marcha de Astennu:

Nos gustaría anunciar que Astennu ya no forma parte de Dimmu Borgir. Hemos decidido expulsarlo porque durante los últimos 8 meses no ha hecho nada, ha perdido toda su pasión, dedicación y entusiasmo. Para todos nosotros Dimmu Borgir es nuestra vida, no un simple trabajo de oficina. Por eso nos despedimos de Astennu y damos una orgullosa bienvenida a Archon, que grabará con nosotros un nuevo álbum.

En su lugar aparecieron: el baterista Nicholas Barker (anteriormente en Cradle of Filth), el bajista y vocalista ICS Vortex (antes era un músico de sesión) y el guitarrista Galder (líder de Old Man's Child).
En 2002 apareció el primer DVD de la banda, World Misantrophy, que incluía un concierto filmado en el Wacken Open Air. En el estudio de grabación contaron con la ayuda de Fredrik Nordström y Peter Tägtgren.

### 2003-2007

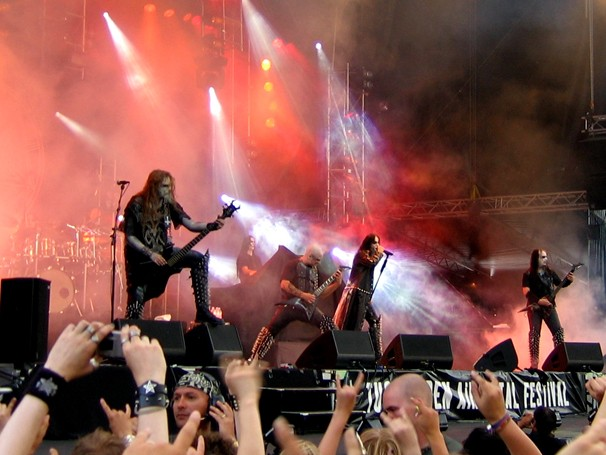
Dimmu Borgir en el festival de Tuska, en julio de 2005.

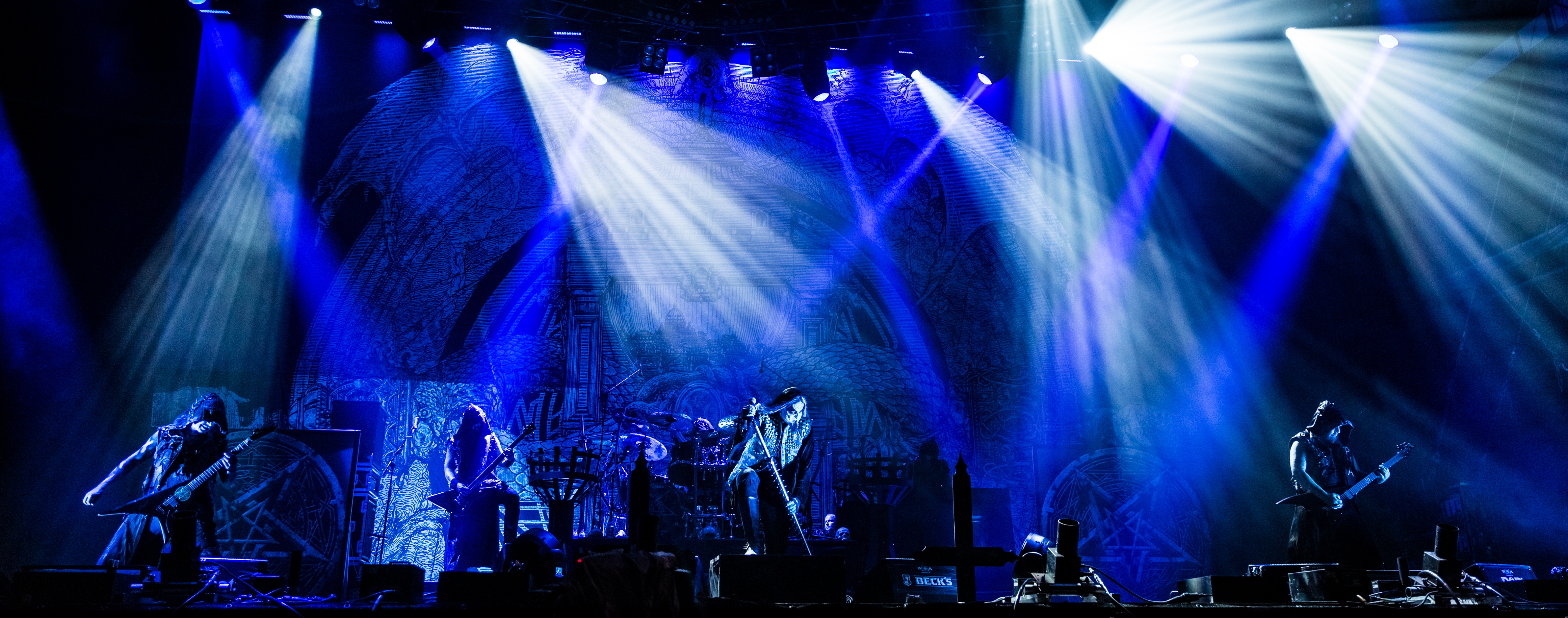
Dimmu Borgir en el festival Wacken Open Air 2018

En septiembre de 2003 fue publicado Death Cult Armageddon, que incluía partes interpretadas por la Orquesta filarmónica de Praga. El disco se convirtió en el primer álbum de Nuclear Blast en vender más de 100,000 copias. Según datos de 2004, solo en Estados Unidos se vendieron aproximadamente 65,000 copias. Ese mismo año, el grupo participó en el Ozzfest; en el cual contaron con Tony Laureano como batería, y volvió a ganar el premio Spellemann. Poco después se hizo oficial la salida de Nick Barker y su puesto fue ocupado por Reno Killerich. Pero Killerich no permanecería mucho tiempo en la banda y fue reemplazado por Laureano y este por Hellhammer.
En 2005, los miembros fundadores: Shagrath y Silenoz decidieron volver a grabar su segundo álbum de estudio, Stormblåst MMV. El álbum fue regrabado en los estudios Abyss (Estocolmo), con la colaboración de Peter Tägtgren (líder de las bandas Hypocrisy y Pain). En el proyecto también participaron Mustis y Hellhammer, mientras que los otros miembros restantes estaban trabajando con sus otros proyectos. El álbum contiene canciones inéditas como «Avmaktslave» y una nueva versión de «Sorgens Kammer», titulada «Sorgens Kammer Del-II». Shagrath mencionó lo siguiente:

En primer lugar, nunca hemos quedado completamente satisfechos con la versión original debido a su mala producción. En segundo lugar, la mala distribución y promoción por parte de Cacophonus Records. Muchos de nuestros nuevos fans no pudieron encontrar este CD en las tiendas. Después de sumar estos dos hechos, la decisión de re-grabar del álbum parece ser la más lógica. Además, habíamos pensado en ello desde hace varios años, solo teníamos que esperar hasta que expirara el contrato.

### 2007-actualidad
El penúltimo álbum de Dimmu Borgir, In Sorte Diaboli, fue publicado el 27 de abril de 2007 y se convirtió en el más rentable en la historia del grupo. A la semana de su publicación en Estados Unidos vendió más de 14,000 copias. El álbum fue grabado en los estudios Friedman en Suecia con la producción de Fredrik Nordström. Para promocionar el álbum en el continente americano, Dimmu Borgir participó en la gira Blackest Of The Black, junto a bandas como Danzig, Winds of Plague y Moonspell.

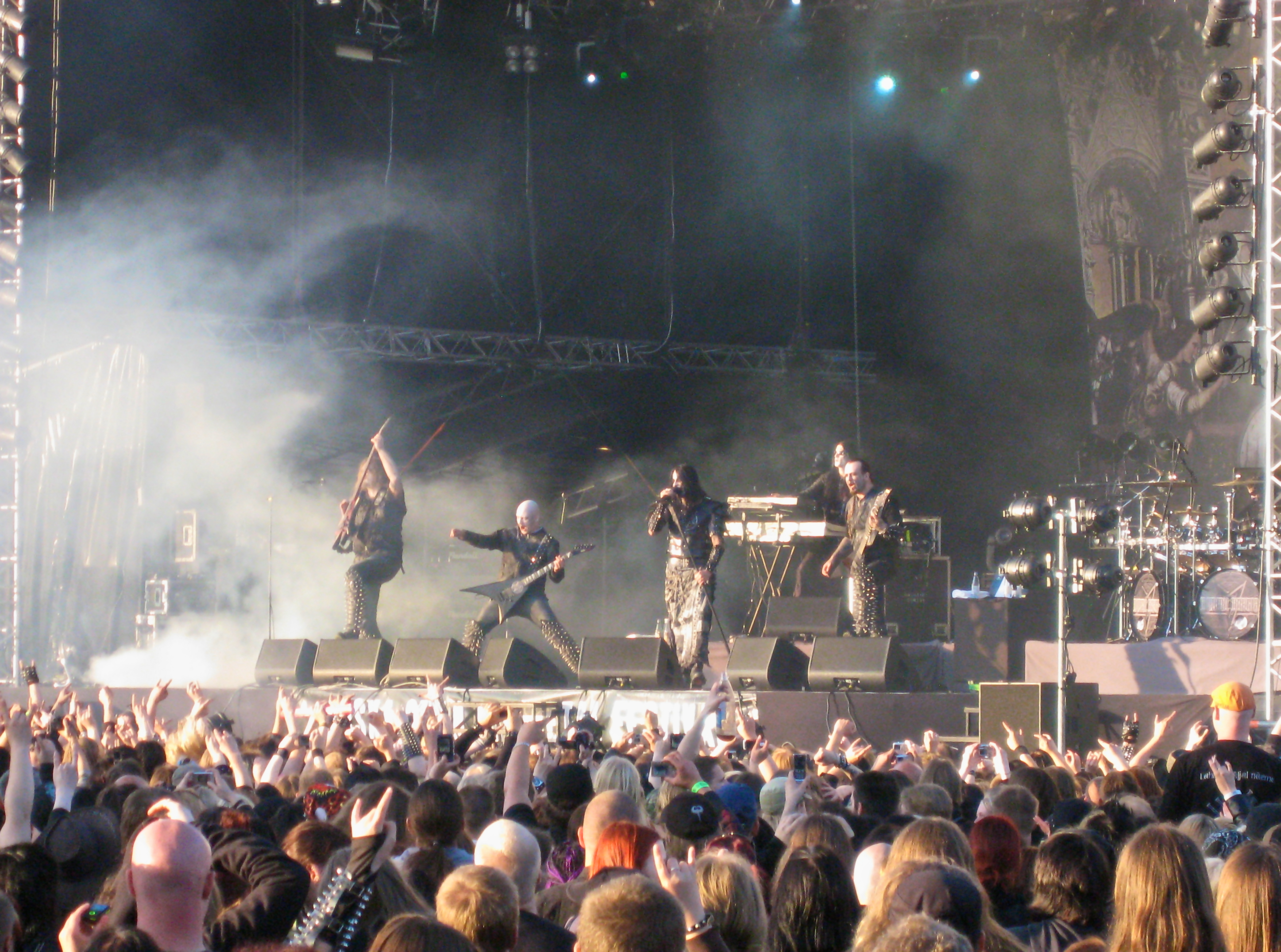
Dimmu Borgir en el festival de Tuska de 2008.

En 2008, Nuclear Blast publicó el segundo DVD en la carrera de la banda, The Invaluable Darkness. Poco después de su lanzamiento vendió 2,500 copias, alcanzando la primera posición en la lista de DVD. El álbum incluye, entre otros, un concierto en Oslo en 2007 y la actuación en el Wacken Open Air. En Estados Unidos el DVD vendió aproximadamente 1,400 copias y debutó en el quinto puesto en el Top Music Video Charts. En Noruega alcanzó el primer puesto.Ese mismo año se unió a la banda el batería polaco Dariusz "Daray" Brzozowski, conocido por su trabajo en Vader.
En 2009, la marca de guitarras ESP presentó los modelos Silenoz LTD y LTD Shadow Okkultist, firmadas por Silenoz y Galder respectivamente.
En agosto el bajista y encargado de las voces limpias ICS Vortex y el teclista Mustis abandonaron la banda, y mientras que el primero aún no se ha pronunciado, el segundo ha declarado que no estaba de acuerdo con cómo había registrado el grupo algunas composiciones suyas en lo que a materia de derechos se refiere. El músico declara que gran parte de la música de los discos Puritanical Euphoric Misanthropia e In Sorte Diaboli ha sido compuesta por él, añadiendo que aunque ha intentado resolver el problema de una forma razonable, la única respuesta que ha recibido ha sido su expulsión del grupo mediante un mensaje de texto.
Concluye su comunicado diciendo que esta disputa ha durado ya muchos años, avisando que el asunto ya está en manos de abogados y preparado para ir a los tribunales.
Los restantes miembros que todavía permanecen bajo el nombre de Dimmu Borgir, el cantante Shagrath y los guitarristas Silenoz y Galder, solo han declarado que la fuerza creativa de la banda sigue intacta, anticipando que comenzarán a trabajar en un próximo disco en breve.
El último disco de la banda, Abrahadabra, salió a la venta en septiembre de 2010 con una gran producción artística en cuanto al digipack y el CD mismo. Se nota la vuelta a las raíces de la banda en las cuales Shagrath solía tocar los teclados. La banda anunció en agosto de 2013, que se están escribiendo en la actualidad el nuevo material para un lanzamiento 2014. [27] Sin embargo, el año de lanzamiento se ha retrasado a 2015.
El 28 de mayo de 2011 la Banda realizó un concierto llamado "Forces of the northern night" en el cual la banda tocó por primera vez junto a una orquesta y un coro en vivo (The Norwegian Orchestra Radio + Choir), este show representó mucho para la banda ya que cumplieron uno de sus sueños más anhelados durante sus años de carrera musical, en una entrevista shagrath afirma que el concierto se grabara en formato DVD para que todos sus fanes puedan disfrutar de dicho evento.
En 2015 la banda anunció que estaban en la preproducción de su nuevo álbum. A fines de ese año la banda reveló un video casero de 16 segundos mostrando el estudio y en el fondo se escuchaba lo nuevo de la banda.
En 2016 la banda extendió su contrato con Nuclear Blast y lanzarán un DVD en vivo más el ansiado nuevo álbum.

## Letras
En un reportaje para la cadena NRK, Silenoz declaró:
"Nuestras letras demuestran un disgusto por el intelecto humano, y nuestra postura negativa ante todo tipo de religiones, no solo ante el cristianismo. Las religiones envenenan al planeta. Porque tu tienes un cerebro, y no puedes dejar que otros lo usen por ti”. "Sorgens Kammer" es una versión de una canción tomada del juego Agony para Amiga. Stian Aarstad utilizó la melodía sin mencionárselo a sus compañeros. El grupo siempre pensó que la canción era propia hasta que el compositor original contactó con ellos. Por esta razón, la canción fue eliminada de la versión de 2005 de Stormblåst y reemplazada por una versión no publicada anteriormente denominada "Sorgens Kammer - del II". En el famoso libro de C.S. Lewis "Narnia: El León, La Bruja y El Armario", se menciona a un demonio llamado Silenoz en el dorso de un libro autobiográfico en la casa del Sr. Tumnus.

## Instrumentos
Silenoz toca guitarras ESP, y utiliza los siguientes modelos: Custom, The Apocalyptic Warfare Axe model F7 oraz LTD Okkultist. Por otra parte, utiliza amplificadores Engl Savage y pastillas Seymour Duncan Live Wire Metal. Galder, también toca guitarras ESP, y utiliza el modelo: LTD Shadow Series Custom Guitars. También utiliza amplificadores Engl Powerball, pastilla EMG 81 en la posición de puente, efectos Digitech, y cuerdas D'addario.

## Discografía

### Álbumes de estudio
| Año  | Título                            | Lista | Lista | Lista | Lista | Lista | Lista | Notas                                                       |
| Año  | Título                            | DE    | AT    | CH    | N     | SE    | US    | Notas                                                       |
| ---- | --------------------------------- | ----- | ----- | ----- | ----- | ----- | ----- | ----------------------------------------------------------- |
| 1995 | For All Tid                       | −     | −     | −     | −     | −     | −     |                                                             |
| 1996 | Stormblåst                        | −     | −     | −     | −     | −     | −     |                                                             |
| 1997 | Enthrone Darkness Triumphant      | 75    | −     | −     | −     | −     | −     | Relanzado en 2002 en edición de lujo                        |
| 1999 | Spiritual Black Dimensions        | 25    | 31    | −     | 18    | 44    | –     | Relanzado en 2004 en edición de lujo                        |
| 2001 | Puritanical Euphoric Misanthropia | 16    | 23    | −     | 16    | 28    | –     |                                                             |
| 2003 | Death Cult Armageddon             | 12    | 14    | 54    | 2     | 28    | 170   | como CD, Audio-DVD, DLP                                     |
| 2005 | Stormblåst MMV                    | 87    | -     | -     | 24    | -     | -     | CD reeditado de su segundo álbum, con dos canciones nuevas. |
| 2007 | In Sorte Diaboli                  | 7     | 11    | 30    | 1     | 10    | 43    | en CD, DVD LP + 7"                                          |
| 2010 | Abrahadabra                       | 15    | 20    | 24    | 2     | 17    | 42    |                                                             |
| 2018 | Eonian                            | 64    | 10    | 5     | 2     | 32    | 142   |                                                             |

## Premios
| Año  | Premio                                       | Notas                                  |
| ---- | -------------------------------------------- | -------------------------------------- |
| 2001 | Premio Spellemann al mejor álbum de metal    | Por Puritanical Euphoric Misanthropia. |
| 2002 | Premio Alarm al mejor álbum de metal         | Por Puritanical Euphoric Misanthropia. |
| 2003 | Premio Spellemann al mejor álbum de metal    | Por Death Cult Armageddon.             |
| 2004 | Premio Alarm al mejor álbum de metal         | Por Death Cult Armageddon.             |
| 2007 | Premio Spellemann al mejor videomusical      | Por «The Serpentine Offering».         |
| 2007 | Premio Alarm al mejor álbum de metal         | Por In Sorte Diaboli.                  |
| 2008 | Premio Golden Gods Awards al mejor videoclip | Por «The Serpentine Offering».         |

## Miembros
| Voz              | Silenoz/Shagrath | Silenoz/Shagrath | Shagrath/Silenoz | Shagrath      | Shagrath        | Shagrath        | Shagrath      | Shagrath   | Shagrath      | Shagrath   | Shagrath | Shagrath      | Shagrath      | Shagrath |         |         |         |
| Guitarra rítmica | Silenoz          | Silenoz          | Silenoz          | Silenoz       | Silenoz         | Silenoz         | Silenoz       | Silenoz    | Silenoz       | Silenoz    | Silenoz  | Silenoz       | Silenoz       |          |         |         |         |
| Guitarra líder   | Tjodalv/Shagrat  | Shagrath/Tjodalv | Shagrath/Tjodalv | Astennu       | Astennu         | Galder          | Galder        | Galder     | Galder        | Galder     | Galder   | Galder        | Damage        |          |         |         |         |
| Bajo             | Brynjard Tristan | Brynjard Tristan | Stian Arnesen    | Stian Arnesen | ICS Vortex      | ICS Vortex      | ICS Vortex    | ICS Vortex | ICS Vortex    | ICS Vortex | Cyrus    | Victor Brandt | Victor Brandt |          |         |         |         |
| Batería          | Shagrath/Tjodalv | Tjodalv/Shagrath | Tjodalv/Shagrath | Tjodalv       | Nicholas Barker | Nicholas Barker | Tony Laureano | Hellhammer | Tony Laureano | Daray      | Daray    | Daray         | Daray         |          |         |         |         |
| Teclado          | Stian Aarstad    | Stian Aarstad    | Shagrath         | Kimberly Goss | Mustis          | Mustis          | Mustis        | Mustis     | Mustis        | Mustis     | Gerlioz  | Gerlioz       | Gerlioz       | Gerlioz  | Gerlioz | Gerlioz | Gerlioz |

### Miembros
| Nombre                | Alias               | Actividad                | Instrumento                                         |
| --------------------- | ------------------- | ------------------------ | --------------------------------------------------- |
| Stian Thoresen        | Shagrath            | 1993 – presente          | Vocalista, guitarrista, bajista, teclista y batería |
| Sven Atle Kopperud    | Erkekjetter Silenoz | 1993 – presente          | Guitarrista, vocalista y bajista                    |
| Miembros en vivo      |                     |                          |                                                     |
| Dariusz Brzozowski    | Daray               | 2008 – presente          | Batería                                             |
| Geir Bratland         | Gerlioz             | 2010 - presente          | Teclado                                             |
| Victor Brandt         |                     | 2018 - presente          | Bajo                                                |
| Kjell Åge Karlsen     | Damage              | 2025                     | Guitarra                                            |
| Miembros anteriores   |                     |                          |                                                     |
| Thomas Rune Andersen  | Galder              | 2000 – 2024              | Guitarrista                                         |
| Ian Kenneth Åkesson   | Tjodalv             | 1993 – 1999              | Batería y guitarra                                  |
| Stian Aarstad         |                     | 1993 - 1997              | Teclado                                             |
| Ivar Tristan Lundsten | Brynjard Tristan    | 1993 - 1996              | Bajo                                                |
| Stian Arnesen         | Nagash              | 1996 – 1999              | Bajo                                                |
| Jamie Stinson         | Astennu             | 1997 – 2000              | Guitarra                                            |
| Nicholas Barker       |                     | 1999 – 2004              | Batería                                             |
|                       | Archon              | 2000                     | Guitarra                                            |
| Øyvind Mustaparta     | Mustis              | 1998 – 2009              | Teclado                                             |
| Simen Hestnæs         | ICS Vortex          | 1999 – 2009              | Vocalista y bajo                                    |
| Jan Axel Blomberg     | Hellhammer          | 2005 – 2008              | Batería                                             |
| Tommie Helgesson      | Snowy Shaw          | 2010                     | Vocalista y bajista                                 |
| Terje Andersen        | Cyrus               | 2010 - 2018              | Bajo                                                |
| Músicos de sesión     |                     |                          |                                                     |
| Jens Petter           |                     | 1996 – 1997              | Guitarra                                            |
| Carl-Michael Eide     | Aggressor           | 1997                     | Batería                                             |
| Kimberly Goss         |                     | 1997 - 1998              | Teclado                                             |
| Reno Killerich        |                     | 2003 - 2004              | Batería                                             |
| Tony Laureano         |                     | 2004 - 2005, 2007 - 2008 | Batería                                             |
| Colaboraciones        |                     |                          |                                                     |
| Yusaf Parvez          | Vicotnik            | 1994                     | Vocalista                                           |
| Bjørn Dencker Gjerde) | Aldrahn             | 1994                     | Vocalista                                           |
| Simen Hestnæs         | ICS Vortex          | 1998                     | Vocalista                                           |
| Olve Eikemo           | Abbath              | 2003                     | Vocalista                                           |
| Kristoffer Rygg       | Garm                | 2010                     | Vocalista                                           |

## Curiosidades
Dimmuborgir (no el nombre de la banda) es un lugar en el norte de Islandia, donde leyendas cuentan que es una entrada o la puerta hacia el infierno, "Dimmu" significa oscuridad, y "Borgir" podría significar ciudad, pueblo, castillo o vivienda.